# Die schwarze Spinne
Die schwarze Spinne (títol original en alemany, en català L'aranya negra) és una obra dramaticomusical en un acte composta  per Heinrich Sutermeister sobre un llibret en alemany d'Albert Roesler, basat en L'aranya negra de Jeremias Gotthelf. Es va estrenar el 1936 al Radio Bern 1.